# Triaenops afer
Triaenops afer (Peters, 1877) è un pipistrello della famiglia dei Rinonitteridi diffuso nell'Africa centrale e orientale.

## Descrizione

### Dimensioni
Pipistrello di medie dimensioni, con la lunghezza totale tra 82 e 108 mm, la lunghezza dell'avambraccio tra 49 e 60 mm, la lunghezza della coda tra 25 e 38 mm, la lunghezza del piede tra 8 e 12 mm, la lunghezza delle orecchie tra 10 e 16 mm e un peso fino a 15 g.

### Aspetto
La pelliccia è corta, soffice, fine, densa e setosa. Le parti dorsali sono bruno-grigiastre con la punta dei peli brunastra, mentre le parti ventrali sono beige chiare o bruno-grigiastre chiare. È presente una fase completamente arancione brillante. Il muso è corto, la foglia nasale è formata da una porzione anteriore a forma di ferro di cavallo, con un incavo centrale alla base e una proiezione ben sviluppata a forma di clessidra tra le narici. La porzione posteriore è elevata, con tre grandi proiezioni appuntite all'estremità e fino a 5 celle su ogni lato. Le orecchie sono corte, ampiamente separate tra loro, a forma di imbuto e con una prominente rientranza sul bordo posteriore appena sotto l'estremità appuntita. Le membrane alari sono marroni scure e semi-trasparenti. La coda è lunga ed inclusa completamente nell'ampio uropatagio. Il calcar è lungo circa quanto il piede. Il cariotipo è 2n=36 FNa=60.

### Ecolocazione
Emette ultrasuoni ad alto ciclo di lavoro con impulsi di breve durata a frequenza costante tra 72 e 89 kHz. Probabilmente i due sessi producono segnali a frequenze differenti.

## Biologia

### Comportamento
Si rifugia all'interno di grotte e miniere in colonie numerose fino a qualche migliaio di individui nelle aree costiere, mentre tende ad essere solitario o a formare piccoli gruppi di una dozzina di esemplari nelle zone più interne. Spesso condivide i siti con Coleura afra. L'attività predatoria inizia la sera prima del buio.

### Alimentazione
Si nutre principalmente di Lepidotteri, catturati in prossimità delle boscaglie e del suolo.

### Riproduzione
Femmine gravide con un embrione ciascuna sono state catturate nel mese di dicembre in Tanzania, dove sono state riportate anche le nascite in gennaio.

## Distribuzione e habitat
Questa specie è diffusa nell'Africa centro-occidentale e in quella orientale, dall'Etiopia al Mozambico.
Vive nelle foreste costiere, fattorie, boschi di Miombo fino a 1.000 metri di altitudine.

## Tassonomia
Sono state riconosciute 2 sottospecie:
- T.a.afer: Etiopia, Gibuti, Somalia, Kenya, Tanzania orientale, Malawi meridionale, Mozambico occidentale e meridionale, Zanzibar;
- T.a.majusculus (Aellen & Brosset, 1968): Congo settentrionale e meridionale, Angola nord-occidentale, Uganda nord-occidentale.

## Conservazione
Questa specie e considerata dalla IUCN una sottospecie di Triaenops persicus.